# Gyōsei Sasshin Kaigi
Die Gyōsei Sasshin Kaigi (jap. 行政刷新会議, dt. etwa „Konferenz zur Erneuerung der Verwaltung“; engl. Government Revitalization Unit, „Einheit zur Wiederbelebung der Regierung“) war von 2009 bis 2012 eine beim Kabinettsbüro angesiedelte Institution der japanischen Zentralregierung zur Überprüfung der öffentlichen Haushalte und Verwaltungen. Sie sollte die Autorität von Parlament und Kabinett über den Staatshaushalt gegenüber der traditionell einflussreichen Ministerialbürokratie stärken und die Konsolidierung des stark defizitären japanischen Staatshaushaltes erleichtern, indem sie den Haushalt transparenter macht und die „Verschwendung“ öffentlicher Mittel offenlegt.
Die Gyōsei Sasshin Kaigi wurde 2009 nach einem Beschluss des Kabinetts Hatoyama eingerichtet, dessen Demokratische Partei bei der Regierungsübernahme 2009 die Stärkung der gewählten Politiker gegenüber den Ministerialbeamten zu einem zentralen Ziel erklärt hatte (siehe Yukio Hatoyama#„Von den Beamten an das Volk“) und erhebliche Einsparungen versprochen hatte, um andere Wahlversprechen finanzieren zu können. Die Konferenz nahm im Herbst 2009 ihre Arbeit auf: In öffentlichen Anhörungen prüfte sie einzelne Programme und Projekte auf ihre Notwendigkeit, ihre Kosteneffizienz und Verwaltungsstruktur, das sogenannte jigyō shiwake (事業仕分け, etwa „Projektklassifizierung“), in dem Beamten und andere Empfänger öffentlicher Gelder, z. B. von Forschungsförderung, von den Mitgliedern der Konferenz befragt werden. Außerdem wurde eine Abteilung eingerichtet, die Verwaltungsreformvorschläge von Bürgern sowie aus dem öffentlichen Dienst über das Internet und per Post entgegennimmt; die zugehörige Website hieß zunächst Hatomimi („Hato-Ohr“) und wurde später neutraler umbenannt. 
Den Vorsitz der Gyōsei Sasshin Kaigi führte der Premierminister, Vizevorsitzender war ein eigens eingerichteter „Minister für besondere Aufgaben“ beim Kabinettsbüro. Die übrigen Mitglieder wurden vom Premierminister berufen, darunter waren in der Praxis vier weitere Minister und Abgeordnete sowie fünf Vertreter von Wirtschaft, Gewerkschaften und Wissenschaft. Für die Bearbeitung einzelner Themenfelder wurden Arbeitsgruppen aus Abgeordneten und externen Experten eingerichtet. In einer ersten Anhörungsrunde 2009 wurden 449 Projekte von Ministerien und Behörden der Zentralregierung untersucht, drei weitere Runden 2010 untersuchten Selbstverwaltungskörperschaften (dokuritsu gyōsei hōjin), gemeinnützige Körperschaften (kōeki hōjin) und den Sonderhaushalt (tokubetsu kaikei).
Nach dem jigyō-shiwake gab die Konferenz Empfehlungen für Kürzungen und Einsparmöglichkeiten im Haushalt ab; diese waren aber nicht bindend für die Erstellung des Haushaltsentwurfes und erhöhen nur das politische Gewicht von Sparplänen der Regierung. Ein Gesetzentwurf im Jahr 2010, der die rechtliche Position der Konferenz gestärkt hätte, wurde angesichts des Mehrheitsverlustes der Regierung in der zweiten Parlamentskammer nicht verabschiedet. Das ursprüngliche Wahlversprechen der Demokratischen Partei von 2009, mehrere kostenintensive Wahlversprechen wie z. B. die Einführung des Kindergeldes, kostenloser Oberschulen und Autobahnen ganz durch Einsparungen im Haushalt – vor allem in der Verwaltung und bei Großprojekten wie Dammbauten – zu decken, wurde nicht annähernd erreicht.
Am Tag des erneuten Regierungswechsels im Dezember 2012 wurde die gyōsei sasshin kaigi in dieser Form vom gerade berufenen Kabinett Abe II aufgelöst.